# Одинцов, Михаил Михайлович
Михаи́л Миха́йлович Одинцо́в (5 ноября 1911, Иркутск — 12 марта 1980, Иркутск) — советский геолог, доктор геолого-минералогических наук (1949), профессор (1950), член-корреспондент АН СССР с 26 июня 1964 года по Отделению наук о Земле (рудные ископаемые). Депутат Верховного совета СССР 5-го созыва. Председатель Иркутского отделения советско-индийской дружбы.

## Биография
В 1936 году окончил экстерном Иркутский государственный университет по геологической специальности. Параллельно с научно-производственной деятельностью занимался преподавательской работой в Иркутском педагогическом и в горно-металлургическом институтах.
В годы Великой Отечественной войны открыл месторождения слюды-мусковита, корунда, графита.
С 1945 года работал в Иркутском государственном университете заведующим кафедрой исторической геологии (до 1955 года). С 1949 по 1954 годы являлся деканом геологического факультета ИГУ.
В 1947—1954 годы руководил Тунгусской экспедицией по поиску алмазов. Обосновал и подтвердил прогнозы относительно алмазоносности Сибирской платформы.
В 1954—1980 годах работал директором Института земной коры СО АН СССР (Иркутск).
В 1960—1969 годы был заместителем председателя и председатель Восточно-Сибирского филиала СО АН СССР.
Возглавлял инженерно-геологические исследования ангарского каскада электростанций, был инициатором геолого-геофизических исследований трассы БАМ.
Подготовил 7 кандидатов и 2 докторов наук. Опубликовал около 200 научных работ, в том числе XVII том «Геологии СССР (Иркутская область)».
Похоронен в Иркутске на Радищевском кладбище.

### Публикации
Книги
- Одинцов М. М. Минеральные богатства Иркутской области. — Иркутск: Иркутское книжное издательство, 1958. — 38 с.
- Одинцов М. М., Твердохлебов В. А., Владимиров Б. М., Ильюхина А. В., Колесникова Т. П., Конев А. А. Структура, вулканизм и алмазоносность Иркутского амфитеатра. — Москва: Издательство Академии наук СССР, 1962. — 179 с.
- Одинцов М. М. Геологические науки. Проблемы и перспективы. — Новосибирск: Наука, Сибирское отделение, 1980. — 80 с.
- Одинцов М. М. По Восточной Сибири в геологических партиях: Из записок сибирского геолога. — Иркутск: Восточно-Сибирское книжное издательство, 1981. — 189 с.

## Награды
- Орден Ленина
- Орден Трудового Красного Знамени

## Память
- В Иркутске на здании, где работал Михаил Одинцов, установлена мемориальная доска в память о нём[3][4].
- Одна из кимберлитовых трубок Алакит-Мархинского поля, открытая в 1986 г., названа в честь геолога Одинцова.
- В память о Михаиле Одинцове самородок алмаза массой 119,55 карат, найденный в Якутии в 1980 году, назван «Профессор Одинцов»[5][6].